# Hadena reisseri
Hadena reisseri är en fjärilsart som beskrevs av Karl Schawerda 1931. Hadena reisseri ingår i släktet Hadena och familjen nattflyn. Inga underarter finns listade i Catalogue of Life.